# Alopecosa inimica
Alopecosa inimica là một loài nhện trong họ Lycosidae.
Loài này thuộc chi Alopecosa. Alopecosa inimica được Octavius Pickard-Cambridge miêu tả năm 1885.